# Fusz János
Fusz János (németül Johann Evangelist Fuss) (Tolna, 1777. december 16. – Buda, 1819. március 9.) magyar zeneszerző és karnagy, külföldön is megbecsült zenei író. Sváb nemzetiségű volt, és az 1800-as évek németes irányzatát követte, de jól beszélt magyarul és érdeklődött a magyar és a szláv népzene iránt is. Magyarországon „ő volt az első képviselője az önálló, független zenész típusának, aki a főúri-templomi szolgálatot mellőzve kísérelt meg zenészként egzisztenciát teremteni.”

## Élete
Baján volt énekesfiú. Ifjú korában Tolna megyében tanítóként tevékenykedett, majd az 1790-es évek végén Végh Ignác zenekedvelő főúr verebi kúriáján lett zenetanár és karmester.
1801-től Pozsonyban, 1804-től Bécsben működött. A kor legkeresettebb zeneszerzés-professzora, Johann Georg Albrechtsberger egyik legjobb tanítványaként tartotta számon. Kapcsolatban állt az idős Joseph Haydn-nal is, aki személyesen ígérte meg neki, hogy legújabb egyfelvonásos melodrámájának főpróbájára ellátogat. Beethoven pedig úgy nyilatkozott Fuszról, hogy „az énekhez jól ért, és annál kell maradnia, mert fogalma sincs a hangszeres zenéről”.
1809-ben Fusz János így írt a tárogatóról:[forrás?] „A magyaroknak legrégibb hangszerük a háborúsíp, egy nyikorgó, erősen átható, kétségkívül fülsértő messzire hallatszó rokona a schalmeynek, mely az oboára hasonlít, de valamivel rövidebb.”
1810-től a lipcsei Allgemeine musikalische Zeitung munkatársa volt. Publikációiban nevét magyaros írásmóddal Fuszként jegyezte.
1815-től haláláig ismét Pozsonyban és Budán élt. Halálos betegségében utolsó napjait a Szent György tér nyugati oldalán álló egyik házban (akkori számozás szerint No. 11.) töltötte. Temetése 1819. március 10-én volt a tabáni temetőben. Másnap a tabáni templomban mondtak érte gyászmisét, „mely alkalmatossággal egy, a híres Albrechtsbersgertől, a megboldogultnak tanítójától componált Requiem igen helyesen hozattatott elő.” Később barátja és librettistája, Krüchten József ügyvéd emelt számára síremléket a tabáni temetőben, amely „felhúrozott, aranyozott lantot, a hangművészet jelképét" ábrázolta.
Emlékét szülővárosában emléktábla őrzi a róla elnevezett zeneiskola bejáratánál.

## Művei
1807-ben a lipcsei Allgemeine Musikalische Zeitung közzétette basszetkürtre és vonóstrióra írt kvartettjét (op. 2), 1810. június 27-én újabb négy darabját: a Dankgebet című, vegyeskarra és zongorára írt művét, az Agnes Cyr versére készült Das Fischermädchen című dalt, és két szláv táncot, amelyeket Magyarországon jegyzett le dudaszó nyomán.
Több operát, duo- és melodrámát (Watwort, Isaac, Judith, Jakob und Rachel, Pyramus és Thisbe, Romulus és Remus), sőt operettet is szerzett (Der Kräftig), Schiller Messinai arájához nyitányt írt nyolc kézre. Ennek bemutatója 1811-ben volt Bécsben, később meg is hangszerelte. Színpadi művekhez szerzett zenéinek és tizenöt egyházi művének nagy része elveszett. Zongoradarabjai, kamarazenéje és dalai nyomtatásban is megjelentek. Egyetlen magyar nyelvű dala Csokonai A tavasz című versének megzenésítése.